# 戴特 (亞利桑那州)
戴特（英語：Date）是位於美國亞利桑那州亞瓦派縣的一個非建制地區。該地的面積和人口皆未知。

## 地理
戴特的座標為34°18′55″N 112°55′06″W / 34.31528°N 112.91833°W，而該地的平均海拔高度為1034米（即3392英尺）。